# Marugame Seimen
Marugame Seimen (丸亀製麺), còn gọi là Marugame Udon, là chuỗi nhà hàng ẩm thực tại Nhật Bản chuyên về món mì udon. Chuỗi này nằm dưới sự điều hành của Tập đoàn Toridoll Holdings có trụ sở tại Kobe.

## Hoạt động
Tính đến tháng 6 năm 2019, chuỗi này có 786 nhà hàng trên khắp nước Nhật. Chuỗi còn có 217 cơ sở hoạt động bên ngoài Nhật Bản, bao gồm Singapore, Hoa Kỳ, Vương quốc Liên hiệp Anh, Philippines, Campuchia, Việt Nam, Úc, Đài Loan, Indonesia, Nga, Hàn Quốc, Trung Quốc, Hồng Kông và Thái Lan.